# Biełposzta
Biełposzta (biał. Белпошта; ros. Белпочта, Biełpoczta) – białoruska instytucja państwowa zajmująca się świadczeniem usług pocztowych. Białoruś przystąpiła do Światowego Związku Pocztowego 13 maja 1947 roku, jednak wydzielenie osobnego przedsiębiorstwa od poczty Związku Radzieckiego nastąpiło w 1991. 100% udziałów w Biełposzcie należy do Rady Ministrów Republiki Białorusi.

## Historia

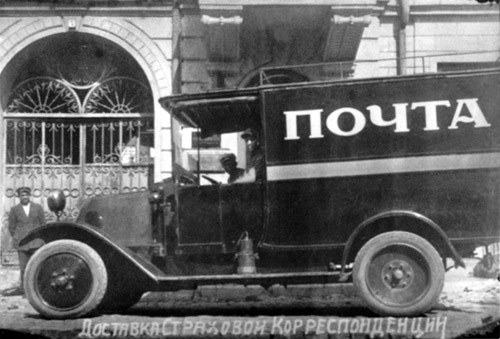
Pojazd dowożący pocztę w latach 30.

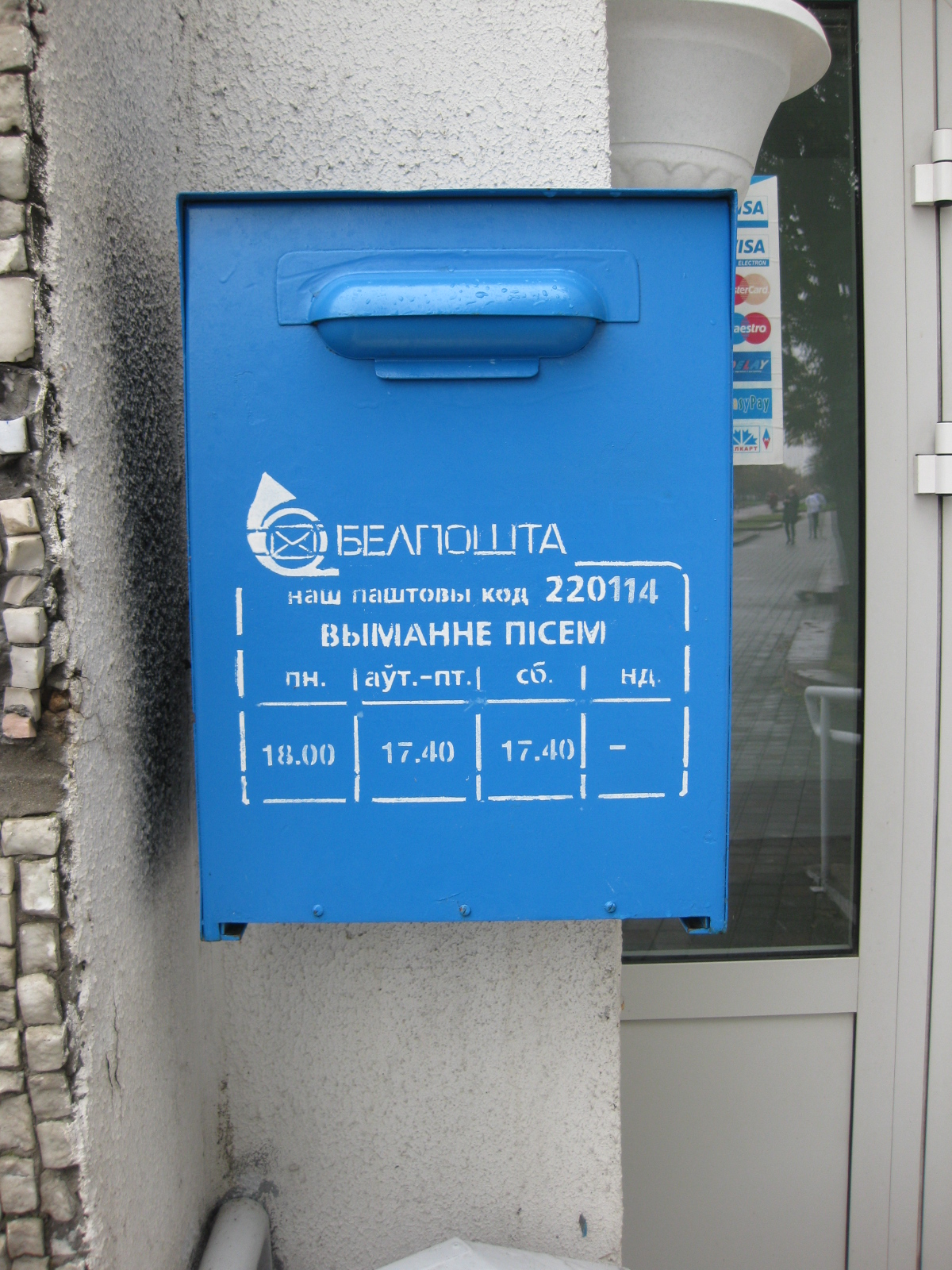
Skrzynka pocztowa w Mińsku

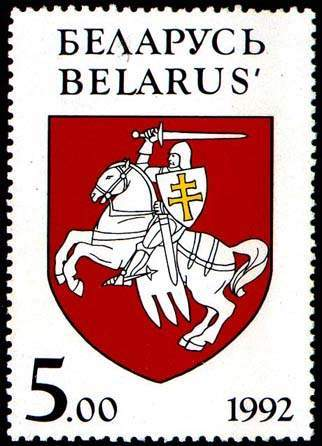
Jeden z pierwszych znaczków poczty białoruskiej

W kronikach Rusi pierwsze wzmianki o przesyłaniu wiadomości z użyciem gońców spotyka się w 885. W Witebsku i Mścisławiu odnaleziono skrawki kory z zapisanymi wiadomościami datowanymi na XIII – XIV wiek.
Regularne przewozy pocztowe na terenie Białorusi ustanowiono 22 listopada 1649. W styczniu 1667 częścią ustaleń rozejmu andruszowskiego było uruchomienie cotygodniowej poczty wileńskiej na trasie Moskwa – Smoleńsk – Mohylew – Mińsk – Wilno. Czas transportu listu na trasie Moskwa – Hamburg przez pocztę wileńską wynosił wówczas 21 dni.
Od 1802 usługi pocztowe na terenie Białorusi podlegały rosyjskiemu Ministerstwu Spraw Wewnętrznych. Ustanowiono okręgi pocztowe, między innymi miński, witebski i mohylewski. Miejski urząd pocztowy w Mińsku powstał w 1851. W 1857 wprowadzono znaczki pocztowe, a w 1867 datowniki. Pierwszy telegraf został zamontowany w 1859 roku w urzędzie pocztowym w Bobrujsku. Pierwsze skrzynki pocztowe zostały ustawione w Mińsku w 1870. Regularne przewozy kolejowe poczty rozpoczęto w 1871 na trasach Mińsk – Moskwa, Mińsk – Równe, Mińsk – Brześć. W 1884 połączono w jedno przedsiębiorstwo pocztę z rozwijającymi się usługami telegraficznymi.
W latach 1905–1917 telegrafistkami były wyłącznie kobiety. Po Rewolucji Październikowej w latach 1918–1922 wielokrotnie zmieniała się nazwa i struktura jednostki organizacyjnej zajmującej się usługami pocztowymi, aż ostatecznie usługi pocztowe zostały włączone w skład Biura Komunikacji Okręgu Zachodniego. Od stycznia 1919 dekretem Lenina ustanowiono zniesienie opłat za przesył listu do 15 gramów. Uruchomiono też usługi prenumeraty gazet. W 1922 wydano pierwszy znaczek poczty radzieckiej. Pierwsze usługi poczty lotniczej na terenie BSRR uruchomiono w 1932 na trasie Mińsk – Hłusk – Parycze – Mozyrz. Na terenie Białorusi na końcu 1925 znajdowały się 603 placówki pocztowe. Do roku 1941 liczba ta wzrosła do około 2300.
W związku z atakiem Niemiec na ZSRR, w 1941 zniszczeniu uległ główny urząd pocztowy w Mińsku i wiele placówek na terenie całego kraju. Pierwsza placówka pocztowa po odzyskaniu terenu Białorusi przez Związek Radziecki uruchomiona została w Homlu w listopadzie 1943. Do 1 stycznia 1945 reaktywowano 1851 placówek pocztowych, a do końca 1947 odbudowano całą sieć pocztową na terenie BSRR.
W 1955 otwarto obecny główny urząd pocztowy w Mińsku przy Prospekcie Niepodległości 10. W 1991 decyzją Ministra Komunikacji i Informatyki BSRR powołano przedsiębiorstwo Minskaja poszta, które następnie zostało przekształcone w obecną Biełposztę. W 1992 wypuszczono pierwsze znaczki poczty białoruskiej.

## Struktura

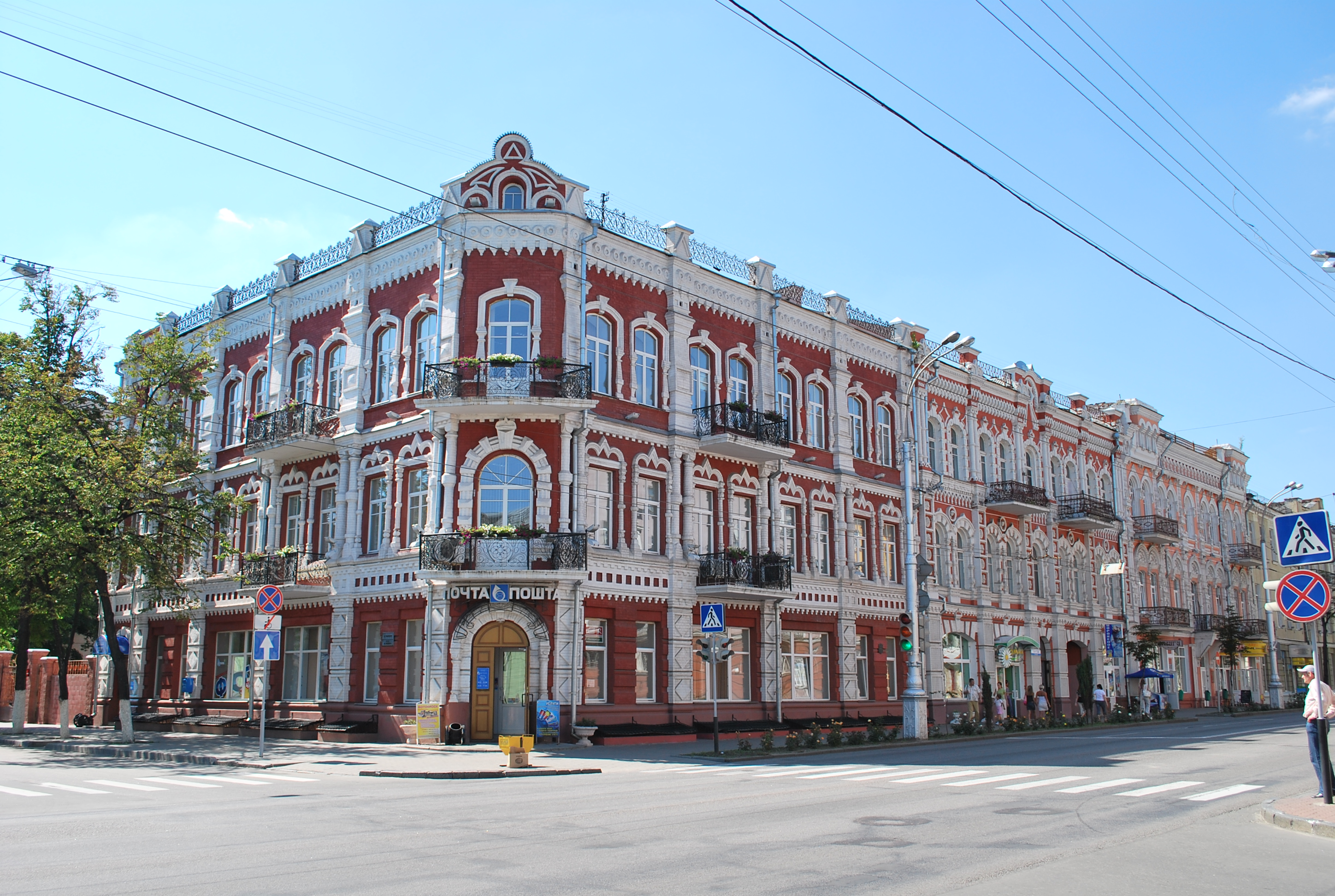
Poczta w Homlu

Obecna struktura Biełposzty:
- 6 oddziałów regionalnych:
  - Oddział Brześć
  - Oddział Grodno
  - Oddział Homel
  - Oddział Mińsk
  - Oddział Mohylew
  - Oddział Witebsk
- Oddział Komunikacji Specjalnej
- Przedsiębiorstwo „Minskaja poszta”
- Przedsiębiorstwo komunikacji samochodowej
- 91 okręgów pocztowych
- 3255 placówek pocztowych:
  - 767 miejskich placówek
  - 2071 wiejskich placówek
  - 226 mobilnych placówek
  - 191 punktów pocztowych
- 1644 pojazdy